# شان راس (مدل)
شان راس (انگلیسی: Shaun Ross؛ زادهٔ ۱۰ مهٔ ۱۹۹۱) مدل، هنرمند موسیقی و هنرپیشه اهل ایالات متحده آمریکا است. وی به دلیل کار در دنیای مد به عنوان اولین مدل مرد حرفه ای با اختلال مادرزادی آلبینیسم شناخته شده‌است.
او در موزیک ویدئو بسیاری از هنرمندان موسیقی از جمله «دردناک است» از بیانسه، فیلم کوتاه تروپیکو از لانا دل ری، و «ئی.تی.» از کیتی پری حضور داشته‌است.
راس اولین تک آهنگ خود "Symmetry" را در نوامبر 2017 منتشر کرد که لیزو را با آواز پس‌زمینه همراهی می‌کرد.[1] او تک آهنگ "Chrysalis" را در آگوست 2018 منتشر کرد و برای افتتاحیه خواننده ionnalee در لس آنجلس آواز خواند. او اولین حضور در جشنواره موسیقی خود را با اجرای موسیقی What So Not در جشنواره موسیقی و هنر Life Is Beautiful انجام داد. در سال 2019 در لس آنجلس پراید اجرا داشت. او آهنگ خود "Good Vein" را برای مجموعه اجرای اصلی Press Play در آکادمی ضبط و کاور "Believe" از Cher را برای سری Reimagined آکادمی اجرا کرد.[2][3]